# Ariquéns
Ariquéns (ou Ariquemes) era um povo que habitava o atual estado de Rondônia, na região dos rios Rio Jamari e Rio Candeias. Esse povo vivia onde atualmente se encontra a cidade de Ariquemes. Eram falantes da língua Tupi-arikén.

## Etimologia
O nome Ariquem foi dado pelos Urupas e os seringueiros adotaram esta denominação. Os Ariquemes se autodenominavam Ahopovo.

## Costumes
A aldeia era composta por duas residências e um templo. As casas eram em formato retangular abobadado, toda coberta por palha proveniente de folhas de palmeiras e possuía apenas uma porta.
Seus mortos eram enterrados na parte interna da casa, abaixo da rede da pessoa falecida. Os esqueletos de grandes caciques eram enrolados em tecido e os crânios eram colocados em uma cesta, todo o aparato era enfeitado com penas e conchas e pendurado em uma rede feita de pele de onça, e posta no templo.
Os homens Ariquem furavam os lóbulos das orelhas e adornavam com penas ou pinos de madeira. Tanto as mulheres quantos os homens usavam faixas, feitas de algodão, no tornozelo. Faziam pinturas corporais com pigmentação vegetal e usavam cordões com conchas e penas.

## História
No início do século XX, com a exploração da borracha na região do rio Jamari e seus afluentes, os Ariquemes tiveram suas primeiros contatos com os não índios. Neste período, houve constantes ataques de extrativistas aos Ariquemes e doenças causadas pelo contato com não índios, ocorrendo uma queda populacional brusca entre os Ariquemes. No ano de 1909, Marechal Cândido Mariano da Silva Rondon, em uma expedição pela região, foi informado pelos seringueiros que existia em torno de 600 pessoas da etnia Ariqueme. Em sua segunda expedição, realizada no ano de 1913, só havia 60 pessoas desta etnia.
A princípio, os Ariquemes habitavam terras no alto do rio Massangana. No ano de 1914, o Serviço de Proteção aos Índios e Localização de Trabalhadores Nacionais (SPILTN), para amenizar os conflitos, instalou os Ariquemes no Posto Indígena Rodolpho Miranda, às margens do rio Jamari. Nos posto indígena, os Ariquemes passaram a ter contato constante com indígenas de outras etnias e com não índios.

A partir de 1930, o governo para de enviar recursos para o SPILTN, e o posto indígena começa a entrar em decadência. Em 1967, o Posto Indígena Rodolpho Miranda foi extinta e as terras do posto foram arrendadas pelos mandatários da vila de Ariquemes. Os grupos indígenas que residiam no posto tiveram que sair do local e se dispersaram. Alguns grupos familiares se refugiaram na vila de Ariquemes. No ano de 1984, só haviam duas famílias Ariquemes residindo no município de Ariquemes.